# Skjálfandi

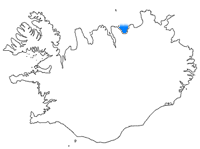
La posizione di Skjálfandi

Skjálfandi è una grande baia situata nella parte nord-orientale dell'Islanda. Il suo nome, che significa in islandese Baia dei Tremori, si riferisce all'intensa attività sismica che si verifica sotto le sue acque e sulle sue sponde: sotto la baia infatti scorre una delle faglie più attive d'Islanda e del mondo.
La baia è stata originata dall'attività glaciale ed in essa hanno fine due fiumi, il Skjálfandafljót, che è un fiume glaciale e il Laxá, che è invece sorgivo. Quest'ultimo è famoso, come indica il nome stesso (lax in islandese significa salmone), per l'abbondanza di salmoni delle sue acque.
Il principale insediamento che si affaccia sulla baia è Húsavík, da cui si ammira il pittoresco Kinnarfjöll, la catena montuosa, di origine vulcanica, posta sull'altra sponda della Skjálfandi, le cui cime più alte, che raggiungono i 1.100 m, sono coperte di neve tutto l'anno.
Nella baia si trovano due isole: Flatey e Lundey.
Flatey è la maggiore delle due ed è localizzata a 8,7 km a Nord-Ovest di Húsavík, vicina alla costa opposta della baia. Il suo nome significa Isola Pianeggiante e non è da confondere con altre isole piatte con lo stesso nome (per esempio Flatey).
Il suo punto più alto si trova ad appena 22 m sul livello del mare e benché nel corso del XX secolo si sia alzata, a causa del fatto che si trova lungo una delle faglie più attive d'Islanda,
per avvistarla è necessario trovarsi su un rilievo o vicini all'isola stessa.
Un tempo quest'isola era abitata ed ancora oggi vi si trova il villaggio abbandonato di Flatey composto da alcune case, una scuola (con ancora i banchi all'interno) ed una chiesa.
Parte delle case sono ora utilizzate come villeggiature estive.
Tuttavia non esistono traghetti per l'isola.
La seconda isola è Lundey e si trova, facilmente visibile, a ridosso della costa Est, a poca distanza da Húsavík.
Il nome dell'isola significa isola dei Pulcinella di Mare
per via della colonia di molte decine di migliaia di esemplari di questa specie che trova dimora sulle sue ripide scogliere.

## Fauna
La baia è famosa per le numerose specie di cetacei che la abitano, dalle comuni balenottere minori e capodogli, alle megattere che compiono impressionanti acrobazie fuori dall'acqua, fino alle rare balenottere azzurre, gli animali più grandi del mondo.
Da Húsavík è possibile partire con una nave alla loro ricerca. Per la facilità con cui si possono avvistare le balene, Húsavík è detta la “capitale mondiale dell'osservazione dei cetacei”.
La baia di Skjálfandi è un ottimo tratto di mare per pescare, specialmente merluzzi e lompi.

## Storia
Il vichingo svedese Garðar Svavarsson fu il primo scandinavo in assoluto che la storia racconta aver visitato e abitato l'Islanda, arrivò verso l'860 come testimoniano i ritrovamenti del suo insediamento sulla costa della Skjálfandi, poi, dopo aver trascorso i mesi invernali, decise di abbandonare l'isola. In accordo con quanto afferma l'edizione di Haukr Erlendsson del Landnámabók, il Libro degli Insediamenti, Svavarsson possedeva terra in Sjælland (Danimarca) ed era sposato con una donna delle Ebridi. Durante un viaggio verso queste isole, intorno all'860, al fine di richiedere la sua eredità al suocero, fu colto da una tempesta nel Pentland Firth, il burrascoso tratto di mare che separa la parte settentrionale della Scozia dalle isole Orcadi. La tempesta spinse la barca verso nord e non si calmò finché non spinse la nave in vista della costa orientale dell'Islanda. Il vichingo, con la curiosità propria del suo popolo di esploratori, circumnavigò la grande isola, per poi trascorrere l'inverno nella baia di Skjálfandi.
Una volta tornato a casa pregò lo spirito della nuova terra che aveva visto ed abitato, diede ad essa il nome di Garðarshólmi, dal proprio nome. La storia non ci dice se abbia mai fatto ritorno in Islanda, ma il figlio Uni vi emigrò ed il nipote che nacque nella nuova terra fu chiamato col nome di Hróar, come il goði (sacerdote norreno) di Tunga (località non lontano da Trondheim, in Norvegia).
In seguito al viaggio di Svavarsson, il norvegese Flóki Vilgerðarson si mise in viaggio verso l'Islanda. La leggenda dice che vi giunse seguendo uno stormo di corvi e per questo venne soprannominato Hrafna Flóki, Flóki dei corvi. Egli approdò sulle coste occidentali, presso Vatnsfjordur. Qui trovò un clima rigido e ritenne opportuno ribattezzare l'isola col nome di Ísland, terra di ghiaccio. Proprio a causa delle condizioni climatiche egli preferì tornare in Norvegia e solo anni dopo ritentò l'avventura e si stanziò definitivamente sulla costa settentrionale presso lo Skagafjörður.